# Celina (Ohio)
Celina ist eine City im Mercer County im Westen des amerikanischen Bundesstaats Ohio, etwa auf halbem Weg zwischen Cincinnati und Toledo. Das U.S. Census Bureau ermittelte bei der Volkszählung 2020 eine Einwohnerzahl von 10.935.
Celina liegt am Westufer des Grand Lake St. Marys, einem 55 km² großen künstlichen See, etwa halb so groß wie die Müritz in Deutschland. Celina ist der Sitz der Verwaltung (County Seat) von Mercer County. 
Der nächstgelegene Flughafen (Lakefield Airport, ICAO-Code KCQA) ist 10 km von Celina entfernt und wird primär durch Privatflugzeuge und Charterverkehr genutzt.

## Geschichte
Celina wurde 1834 innerhalb dichter Wälder gegründet. Bald wurden Sägemühlen gebaut, die Arbeitskräfte anzogen. Ein nennenswertes Anwachsen der Bevölkerungszahl erlebte der Ort in den 1880er Jahren, als in der Gegend Öl- und Gasvorkommen entdeckt wurden. Die Herstellung von Möbeln wurde schnell eine weitere, wichtige Industrie. Dies blieb bis zur Mitte des 20. Jahrhunderts so. Das größte Möbelunternehmen vor Ort war die Mersman Brothers Company, die in der Depressionszeit Marktführer für die Produktion von Tischen in den Vereinigten Staaten war.
Das historische Stadtzentrum wurde als Celina Main Street Commercial Historic District 1982 in das National Register of Historic Places (NRHP) aufgenommen und damit unter Denkmalschutz gestellt.

## Bildung
1962 eröffnete in Celina die Western Ohio Educational Foundation in Kooperation mit der Ohio Northern University ein College. 1969 wechselte das College den Kooperationspartner, und gehört seitdem zur Wright State University (WSU), deren Hauptsitz Dayton ist. Auf dem Campus der WSU in Celina (Lake Campus) studieren etwa 1000 Studenten.

## Persönlichkeiten
- Francis Celeste Le Blond (1821–1902), demokratischer Kongressabgeordneter 1863 bis 1867, Großvater von Frank Le Blond Kloeb
- William E. Tou Velle (1862–1951), demokratischer Kongressabgeordneter 1907 bis 1911
- Frank Le Blond Kloeb (1890–1976), demokratischer Kongressabgeordneter 1933 bis 1937, danach bis 1964 Bundesrichter für Nord-Ohio (N.D. Ohio)
- Mildred Wolfe (1912–2009), Künstlerin (Malerei und Grafik). Ein von ihr gemaltes Porträt von Eudora Welty befindet sich in der National Portrait Gallery in Washington D.C.[11]
- Richard Schoen (* 1950), Mathematiker